# Camden Toy

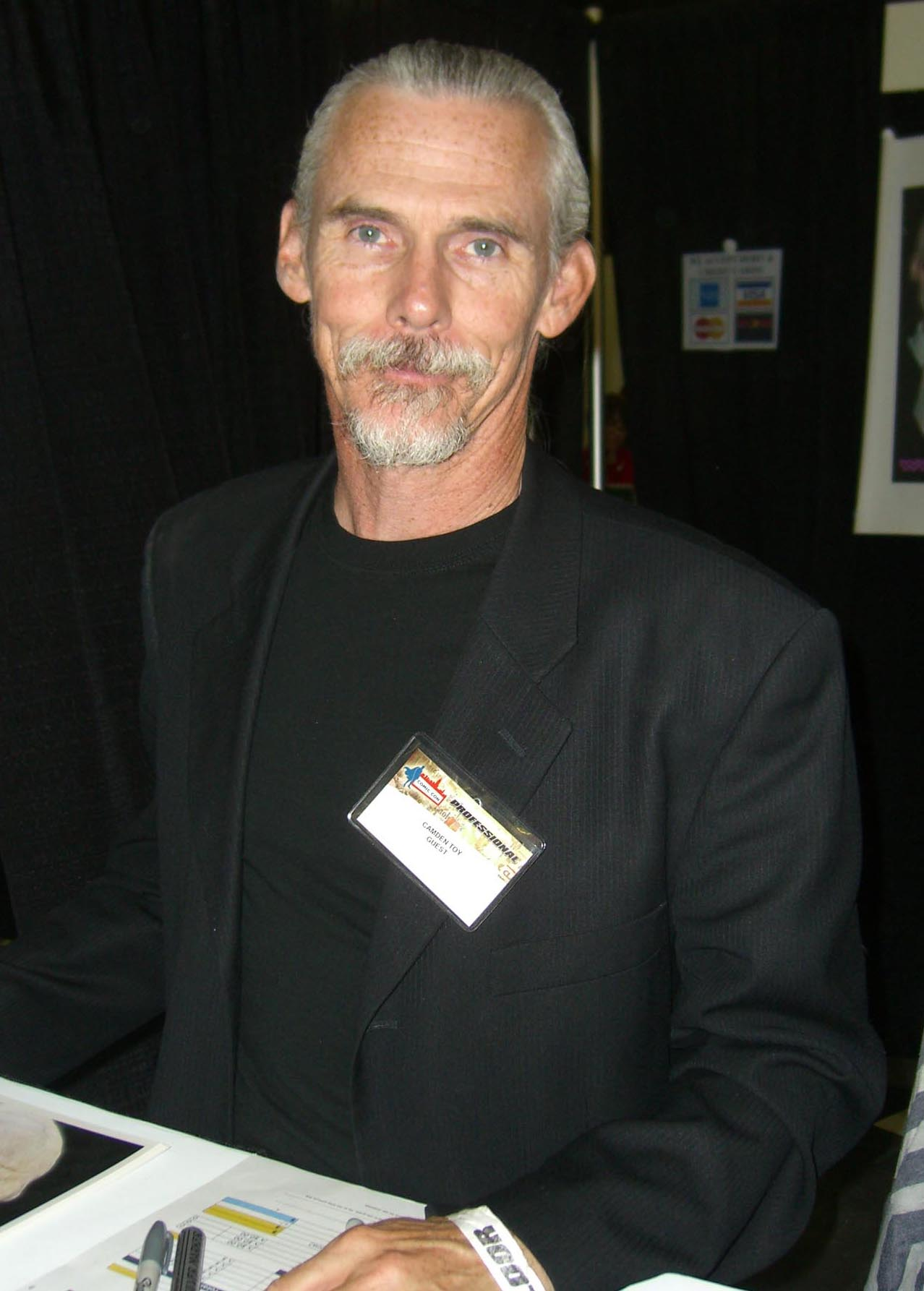
Camden Toy (2009)

Camden Toy (* 31. Mai 1955 in Pittsburgh, Pennsylvania; † 11. Dezember 2023 in Los Osos, Kalifornien) war ein US-amerikanischer Schauspieler, der vor allem unter starker Schminke und Masken agierte. Gelegentlich war er auch als Filmeditor tätig.

## Leben
Camden Toy wurde 1955 in Pittsburgh geboren, wo er auch aufgewachsen ist. In die Filmbranche kam er durch seinen Vater, der als Schauspieler und Make Up-Artist tätig war.
Toy trat in seinen Rollen oftmals unter starker Schminke oder Maskierung in Erscheinung, wobei er häufig Dämonen oder Monster spielte. So war er zwischen 1999 und 2003 in mehreren Folgen der Fernsehserie Buffy – Im Bann der Dämonen in unterschiedlichen Rollen zu sehen; darunter auch in Folge 4x10 (Das große Schweigen) als einer der Dämonen, die der Bevölkerung von Sunnydale die Stimme stehlen. Weitere ähnliche Auftritte hatte er in den Serien Angel – Jäger der Finsternis, Shameless oder Into the Dark. Von 2010 bis 2014 war er in 14 Folgen als Igor Chambers in der Fernsehserie The Bay zu sehen. Insgesamt wirkte er als Schauspieler vor der Kamera in mehr als 60 Film-und-Fernsehproduktionen mit.
Camden Toy starb am 11. Dezember 2023 im Alter von 68 Jahren, nachdem im Februar 2022 bei ihm Bauchspeicheldrüsenkrebs diagnostiziert worden war.

## Filmografie (Auswahl)
- 1999, 2002–2003: Buffy – Im Bann der Dämonen (Buffy the Vampire Slayer, Fernsehserie, 6 Folgen)
- 2004: Angel – Jäger der Finsternis (Angel, Fernsehserie, Folge 5x13 „Unter Wasser“)
- 2005: All Souls Day: Dia de los muertos
- 2006: Metallica: The Videos 1989–2004
- 2008: The Mentalist (Fernsehserie, Folge 1x08 „Tisch 43“)
- 2009: Running Away with Blackie (Kurzfilm)
- 2010–2014: The Bay (Fernsehserie, 14 Folgen)
- 2011: Goodnight Burbank (Fernsehserie, 11 Folgen)
- 2016: Shameless (Fernsehserie, Folge 6x09 „Voll im Koma“)
- 2019: Into the Dark (Fernsehserie. Folge 2x01 „Die unheimliche Annie“)

## Auszeichnungen
2009 wurde Camden Toy mit einem Maverick Movie Award ausgezeichnet (im Kurzfilm Running Away with Blackie). Für einen Indie Series Award wurde er 2011 für seine Rolle in The Bay nominiert.